# Gustau Pascual Falcó
Gustau Pascual Falcó (Cocentaina, 15 de maig del 1909 - Cocentaina, 17 d'abril del 1946) va ser músic i compositor de música per a banda, i és especialment conegut pel seu pasdoble Paquito el Chocolatero.

## Biografia
De família humil, la seua primera influència musical sorgí de son pare, president de la rondalla La Paloma. De xicotet rebé lliçons de música d'Antonio Pérez Catalá, organista de l'església parroquial de Santa Maria, i pare d'Enrique Pérez Margarit que, temps a venir, seria professor i amic de Pascual Falcó. Continuà la seua formació amb Rafael Satorre Peiró estudiant clarinet, instrument del qual esdevindria un virtuós. Als 10 anys ja tocava a la banda de música de l'Agrupación Musical, que dirigia Enrique Pérez; als catorze hi debutà com a clarinet solista. Més endavant aprengué el violoncel i formà un quartet amb la pianista Maria Agulló, el violinista Enric Gisbert i el violoncel·lista Modesto Sansalvador; tocaven en el cinema, acompanyant pel·lícules mudes. Gustau Pascual també dirigí la rondalla La Paloma, orquestra de pols i plectre.
De constitució malaltissa i malgrat les seues grans qualitats, Gustau Pascual no pogué anar a estudiar música fora de Cocentaina. Entrà a treballar a una fàbrica de sabates i s'especialitzà en tallador de pell, un ofici que demanava ull i bon gust. El 1932 s'incorporà societat Unió Musical Contestana que tot just naixia. El 7 de juny del 1935 es casà amb Consuelito Pérez, amb qui havia festejat catorze anys, i al germà de la qual dedicaria el pas-doble Paquito.... El mateix any, en un concurs a Dénia, la Unió Musical Contestana guanyà el primer premi gràcies a una interpretació de Pepita Greus de Pérez Choví amb Gustau Pascual fent un impecable solo de clarinet. El 1942 fou nomenat president de la Unió Musical Contestana, on ja era subdirector de la banda. La salut de Pascual Falcó, ja prou dolenta, va empitjorar: el 1944 se'l va operar a l'Hospital Clínic de València, endebades, i en abril del 1946 morí d'una afecció renal.
A banda de la seua tasca com a instrumentista, Pascual Falcó adquirí fama com a compositor, especialment pel pas-doble Paquito el Chocolatero, la seua peça més coneguda. Compongué, també, molta altra música per a Moros i cristians, conservada només parcialment.
A Pascual Falcó s'atribueix la formació actual de les bandes en cercavila: La part rítmica davant, acompanyament i melodia a continuació i els instruments de contratemps tancant. Es diu que aquesta disposició s'originà en l'estrena el 1945 de Buscant un Bort, quan Pascual sentia la música diferent a com l'havia escrit i decidí variar l'ordre dels músics perquè sonés millor.

## Obres
- La Dolorosa, motet de Setmana Santa
- Imperial contestano, himne d'un equip de futbol local
- La menina, masurca per a quartet
- El nazareno, motet de Setmana Santa
- Vida mía, vals per a quartet

### Obres per a banda
- Al peu del castell, marxa mora
- El ball del moret (Un moret plorant), marxa mora
- El Bequetero[3] (1942), pas-doble (Partitura per a dues gralles seques, en adaptació de Xavier Richart Arxivat 2007-10-11 a Wayback Machine.)
- Bequeteros a ratllar, pas-doble
- El Berebere (1942), pas-doble
- Buscant un bort (1945), marxa mora
- Consuelito Pérez (1987), pas-doble. En ocasió del cinquantenari de Paquito..., hom estrenà aquesta composició inèdita, que es dedicà a la vídua del compositor, Consuelo Pérez Molina (germana de Francisco, Paco el Chocolatero)
- Emilio El Chato, pas-doble
- Himne dels Borts, pas-doble
- Himne dels Kabileños (Som i no som d'eixos)
- El Kabileño, pas-doble
- Navarro el Bort (1944), marxa mora
- No m'ho puc llevar del cap (1997), marxa mora. Pascual en deixà només el guió director. En ocasió del cinquantenari de Paquito..., Josep Maria Ferrero Pastor el desenvolupà, però el prematur traspàs d'aquest compositor portà que fos Josep Pérez Vilaplana qui la instrumentés finalment
- Paquito el Chocolatero (1937), pas-doble
- Rafael Ronda (1941), pas-doble
- Som i no som d'eixos, pas-doble
- Tots menos uno (1942), pas-doble
- Vicent Flores, pas-doble

## Arxius de so
Fundación Joaquín Díaz - ATO 00722 13 - Pasodoble "Paquito chocolatero"